# 奥托里诺·弗拉博雷亚
奥托里诺·弗拉博雷亚（義大利語：Ottorino Flaborea，1940年3月5日—），意大利男子篮球运动员。他曾随意大利国家队参加1964年、1968年和1972年三届夏季奥运会，分别获得第五名、第八名和第四名。